# Ołeh Szturbabin
Ołeh Walerijowycz Szturbabin (ukr. Олег Валерійович Штурбабін, ur. 22 lipca 1984 w Baku) – ukraiński szablista, trzykrotny medalista mistrzostw świata.
W 2001 roku zdobył brązowe medale w indywidualnej rywalizacji kadetów i oraz drużynowej juniorów na mistrzostwach świata juniorów w Gdańsku. Zdobywał także srebrne medale drużynowo na mistrzostwach świata juniorów w Antalyi w 2002 roku i mistrzostwach świata juniorów w Płowdiwie w 2004 roku
Podczas mistrzostw świata w Hawanie w 2003 roku Ukraińcy w składzie: Dmytro Bojko, Wołodymyr Łukaszenko, Ołeh Szturbabin i Władysław Tretiak zdobyli brązowy medal w zawodach drużynowych. W tej samej konkurencji zdobył również srebrny medal mistrzostwach świata w Turynie w 2006 roku. Ponadto wywalczył brąz w turnieju indywidualnym na mistrzostwach świata w Lipsku w 2005 roku. Wyprzedzili go jedynie Rumun Mihai Covaliu i Rosjanin Stanisław Pozdniakow. 
Wystartował na igrzyskach olimpijskich w Atenach w 2004 roku, gdzie w zawodach drużynowych był szósty. Był to jego jedyny start olimpijski.
Zdobył brąz drużynowo na mistrzostwach Europy w Kopenhadze w 2004 roku. Na rozgrywanych cztery lata później mistrzostwach Europy w Lipsku w 2010 roku był drugi drużynowo i trzeci indywidualnie. Ponadto zajął drużynowo trzecie miejsce na mistrzostwach Europy w Zagrzebiu w 2013 roku.